# Georg Hans Müller-Rehm
Georg Hans Müller-Rehm, geborener Müller, (* 14. Mai 1905 in Nürnberg; † 31. Dezember 1945) war ein deutscher Maler.

## Leben
Georg Hans Müller (Rufname: Hans, den Namenszusatz „Rehm“ führte er erst ab etwa 1931) besuchte vom Sommersemester 1923 bis zum Wintersemester 1924/25 die Kunstgewerbeschule in Nürnberg. Dort belegte er Kurse bei u. a. Karl Dotzler und Karl Selzer. In seinem letzten Semester erhielt er zwei Belobigungen bei Wettbewerben der Kunstgewerbeschule.
Zum Sommersemester 1925 wechselte Georg Hans Müller an die Akademie der Bildenden Künste München und belegte dort die Mal- und Zeichenklassen von Karl Caspar. Mit seinem damaligen Kommilitonen Ernst Geitlinger war Müller Ende der 1920er und Anfang der 1930er Jahre bei Künstler- und Faschingsfesten in Schwabing aktiv.  Im Januar 1930 erhielt Müller eine Belobigung der Kunstakademie für seine Bearbeitung der für das Jahr 1929/30 gestellten Preisaufgabe zum Thema „Begegnung“.

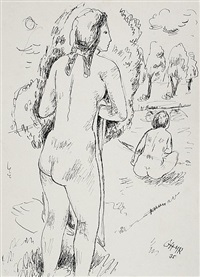
Stehender und sitzender weiblicher Akt an einem See (1935)

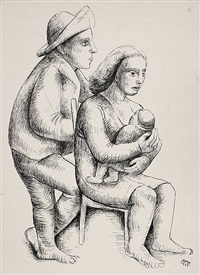
Familie (1935)

Georg Hans Müller heiratete am 9. Juni 1931 Anna Rehm. Der Mädchenname seiner Frau wurde dann auch zum Namenszusatz, so dass er seine Werke ab dieser Zeit etwa hiermit signierte bzw. mit „GHMR“ monogrammierte. Das Paar wohnte bis etwa 1934 in der Nikolaistrasse 10 in München. Später verzogen sie in ein vom Künstler selbst entworfenes Haus in der Finauerstraße 8 in München Schwabing-Freimann, in welchem sich auch das Atelier befand. Wohl kurz vor Ausbruch des Zweiten Weltkriegs zogen sie nach Wasserburg.
Georg Hans Müller wurde zum Kriegsdienst eingezogen und galt seit Mitte April 1945 bei Cottbus als verschollen. 1958 wurde sein Tod für den 31. Dezember 1945 erklärt.
Georg Hans Müller-Rehm ist nicht zu verwechseln mit dem ebenso in München tätigen Bildhauer Georg Müller (1880–1952).

## Mitgliedschaften
Georg Hans Müller-Rehm war Mitglied der Juryfreien, der Münchner Neuen Secession, sowie ab dem 1. Januar 1934 der Reichskammer der bildenden Künste.

## Ausstellungen (Auswahl)
- 1929, XV. Sommer-Ausstellung der Münchner Neuen Secession, Glaspalast, Westflügel (mit dem Werk „Frühling“)
- 15. April -14. Juni 1931, Frühjahrsausstellung der Münchner Neuen Secession, Glaspalast, Westflügel (mit den Werken „Herbst“ und „Frühling“)
- 8. Januar -5. Februar 1932, 4. Ausstellung in der Residenz (München) (zusammen mit Ernst Geitlinger)
- 14. Mai -31. August 1932, Düsseldorf-Münchener Kunstausstellung, Kunstpalast Düsseldorf
- 1. Juni -Anfang Oktober 1932, Kunstausstellung München, Deutsches Museum, Bibliotheksbau (mit den Gemälden „Mädchen mit Blumen“, „Sommer“, „Schwabinger Dächer“)